# Келлі Макгілліс
Келлі Енн Макгілліс (англ. Kelly Ann McGillis, нар. 9 липня 1957, Ньюпорт-Біч, Каліфорнія, США) — американська акторка кіно, театру, телебачення та озвучення. 

## Життєпис
Народилася в Ньюпорт-Біч, Каліфорнія, в сім'ї Вірджинії Джоан (до шлюбу Снелл) і Дональда Менсона Макгілліса, лікаря. Росла з двома сестрами — Карен і Кетлін. У 15 років здобула першу премію в середній школі за участь у постановці «Змія». Навчалася в Тихоокеанській консерваторії виконавських мистецтв коледжу Аллана Хенкока в Санта-Марії, Каліфорнія. Вивчала акторську майстерність у престижній Джульярдській школі в Нью-Йорку.
У 1982 році брала участь у Шекспірівському фестивалі в Нью-Йорку в ролі Дона Ельвіра в спектаклі «Дон Жуан».
Кінокар'єра Макгілліс почалася з театральної комедії «Рубен, Рубен» (1983) і телевізійної драми CBS «Солодка помста» (1984) з Алеком Болдвіном. Вона привернула увагу виконанням ролі вдови Рейчел Лепп у гучній мелодрамі «Свідок» (1985), отримавши нагороду на BAFTA і «Золотий глобус».
Після касового успіху фільму «Найкращий стрілець» (1986), де вона засвітилася в ролі інструкторки з польотів та астрофізики Шарлотти «Чарлі» Блеквуд, Макгілліс втілила прокурорку Кетрін Мерфі в драмі «Обвинувачені» (1988).
У 1988 році повернулася на сцену Шекспірівського театру імені Фолджера у виставі «Венеційський купець» і зіграла головну роль у виставах «Дванадцята ніч, або Як собі хочете», «Міра за міру» та «Марія Стюарт». У 1994 році дебютувала на Бродвеї в «Гедді Ґаблер» Генріка Ібсена з Roundabout Theatre Company.
У 2004 році гастролювала по США з «Випускником» у ролі місіс Робінсон.

## Особисте життя
Макгілліс — власниця ресторану «Kelly's» у Кі-Весті, штат Флорида.
Двічі була одружена. 14 квітня 1979 року одружилася з Бойдом Блеком, розлучилася в 1981 році. Зустрічалася з актором Баррі Таббом і Доном Єссо (1988). 1 січня 1989 року одружилася з Фредом Тілманом, народила двох доньок — Келсі та Сонору. У 2002 році розлучилася. 
У 2009 році Келлі Макгілліс зробила публічний камінг-аут як лесбійка. У 2010—2011 роках мала стосунки зі своєю давньою партнеркою Мелані Лейс.

## Фільмографія

### Фільми
- Рубен, Рубен (1983) у ролі Женеви Споффорд
- Солодка помста (1984) у ролі Кетрін Деннісон Брін
- Приватні зустрічі (1985) у ролі Дженніфер Коулз
- Свідок (Witness, 1985) у ролі Рейчел
- Top Gun (1986) у ролі Шарлотти Блеквуд, «Чарлі»
- Холмім, Ха- (1987) у ролі Анди
- Зроблено на небесах (1987) у ролі Енні Пекерт/ Еллі Чендлер
- Будинок на Керролл-стріт (The House on Carroll Street, 1988) в ролі Емілі Крейн
- Обвинувачений (The Accused, 1988) — Кетрін Мерфі
- Rabbit Ears: Thumbelina (1989) в ролі оповідачки
- Зимові люди (Winter People, 1989) в ролі Коллі Райт
- Кокур (Cat Chaser, 1989) — Мері Дебой
- Острів кохання (Гранд Айл, 1991) у ролі Една Понтелліє
- Бейб (The Babe, 1992) — Клер Рут
- Ланцюги кохання (1993) — Роуз Паркс
- Хвора кров (У найкращій родині: Шлюб, гордість і божевілля, 1994) — Сьюзі Лінч
- Норт (1994) в ролі мами Аміш
- Пам'ятай мене (1995) — Менлі Ніколс
- Суд присяжних (We the Jury, 1996) — Еліс Белл
- Третій близнюк (1997) — доктор Дженні Ферамі
- Переслідувачі штормів (Storm Chasers : Revenge of the Twister, 1998) — Джеймі Маршалл
- Ідеальна здобич (1998) — Одрі Маклі
- Намальовані ангели (1998) — Нетті
- Наземний контроль (1998) — Сьюзен Стреттон
- Пором Моргана (1999) — Вонні Карпентер
- Поліса (The Settlement, 1999) у ролі Фальшивої Барбари/Еллі
- Дотик кохання (з першого погляду, 1999) — роль Дженні Андерсон
- Маска мавпи (2000) — професор Діана Мейтленд
- Тебе ніхто не чує (2001) — Тріш Берчелл
- Холодне плече (2006)
- Чорний вдівець (2006) — Ненсі Вествелд
- Супергатор (2007) — Кім Тефт
- The Other Side of the Tracks (2008) — Енн
- Земля вампірів (2010) — Сестра
- The Innkeepers (2011) — Ліан Різ-Джонс
- Ми такі, які є (2013) — Мардж

### Серіали
- Тільки одне життя (1968) — Glenda Livingston (1984)
- Інша сторона (The Outer Limits, 1995–2002) — Ніколь Вітлі (2000, гість)
- Темні очі (1995)